# Akrotiri och Dhekelia

Storbritanniens flagga

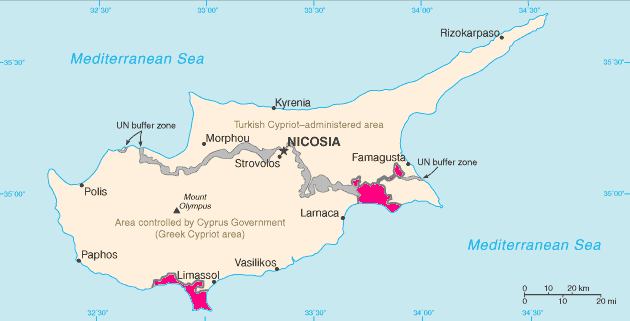
Karta över basområdena (markerade med rött) på Cypern

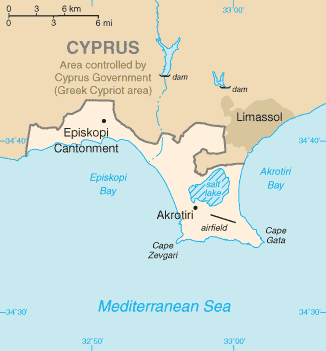
Karta över Akrotiriområdet

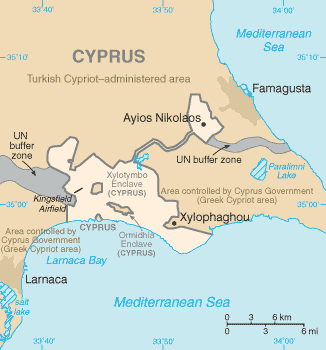
Karta över Dhekeliaområdet

Akrotiri och Dhekelia (Ακρωτήρι / Δεκέλεια) är två brittiska "suveräna basområden" (engelska United Kingdom Sovereign Base Areas) som används av Storbritanniens väpnade styrkor på Cypern.

## Folkrättslig status
Akrotiri och Dhekelia tillhör inte republiken Cypern, utan utgör sedan självständigheten två brittiska exklaver. Den 16 augusti 1960 blev områdena formellt brittiska kolonier (numera brittiska transmarina territorier), de sista resterna av den brittiska kolonin Cypern som blev självständig stat 1960.

## Styrelseskick
Den brittiske militärbefälhavaren på Cypern är tillika civil administratör för de brittiska basområdena och utövar den styrande och lagstiftande makt som tillkommer en guvernör i en brittisk koloni. Vid administratörens sida finns en civilförvaltning, ett polisväsende och ett domstolsväsende. Lagar och domstolssystem är fullständigt åtskilda såväl från Storbritanniens som från republiken Cyperns. Huvuddelen av befolkningen utgörs av brittisk militär personal.

## Transportleder
Genom båda områdena går viktiga vägar som förbinder Cyperns östliga och västliga delar med varandra. Genom Akrotiri går motorvägen A3 och genom Dhekelia går motorvägen A6. Båda dessa motorvägar är viktiga för att knyta ihop även de övriga delarna av Cypern med varandra. Det finns motorvägsavfarter i båda områdena. Akrotiris flygbas har en lång landningsbana, dock endast för militärens flygningar. Flygbasen används ofta för operationer i Mellanöstern. Det finns inga gränskontroller vid landgränsen mot Cypern. Trots detta har Storbritannien egna gränskontroller för ankommande flygresenärer, dock går inga civila flygningar dit.

## Akrotiri
Akrotiri ligger väster om staden Limassol i södra Cypern. Området kallas Western Sovereign Base Area - WSBA. Området är en aktiv militärbas där en infanteribataljon och en flygplansdivision är stationerade.
- Huvudort: Episkopi Cantonment
- Yta: 125 km² (motsvarar halva Orust)
- Befolkning: ca 5 600 invånare (45 inv/km²)

## Dhekelia
Dhekelia ligger öster om staden Larnaca i östra Cypern. Området kallas Eastern Sovereign Base Area - ESBA. Området är en aktiv militärbas där en infanteribataljon och en helikopterdivision är stationerade. Enklaven Ayios Nikolaos som ligger öster om Dhekelia tillhör också området.
- Huvudort: saknas
- Yta: 130 km²
- Befolkning: ca 8 900 invånare (68 inv/km²)